# Spackenkill, New York
Spackenkill, New York (енгл. Spackenkill) насељено је место без административног статуса у америчкој савезној држави Њујорк.

## Демографија
По попису из 2010. године број становника је 4.123, што је 633 (-13,3%) становника мање него 2000. године.
| Група             | 2000.         | 2010.         |
| Белци             | 3.964 (83,3%) | 3.101 (75,2%) |
| Афроамериканци    | 183 (3,8%)    | 194 (4,7%)    |
| Азијати           | 317 (6,7%)    | 451 (10,9%)   |
| Хиспаноамериканци | 237 (5,0%)    | 296 (7,2%)    |
| Укупно            | 4.756         | 4.123         |